# Walter Kaufmann
Pour les articles homonymes, voir Walter Kaufmann (physicien) et Kaufmann.
Walter Arnold Kaufmann (1er juillet 1921, Fribourg-en-Brisgau, Allemagne - 4 septembre 1980, Princeton, New Jersey) est un philosophe, traducteur et poète américain d'origine allemande. 
Auteur prolifique, il a écrit sur un large éventail de sujets, tels que l'authenticité et la mort, la philosophie morale et l'existentialisme, le théisme et l'athéisme, le christianisme et le judaïsme, ainsi que la philosophie et la littérature. 
Il est particulièrement connu comme un spécialiste et traducteur de Nietzsche. Il a également publié une traduction partielle du Faust de Goethe, et une traduction du Je et Tu de Martin Buber.

## Principales publications
- Nietzsche: Philosopher, Psychologist, Antichrist, Princeton, 1950.
- Critique of Religion and Philosophy, New York, 1958.
- From Shakespeare to Existentialism, Boston, 1959.
- The Faith of a Heretic, New York, 1961.
- Tragedy and Philosophy, New York, 1968.
- Existentialism, Religion, and Death: Thirteen Essays, New York, 1976.
- The Future of the Humanities, New York, 1977.